# Prosopocera callypiga
Prosopocera callypiga là một loài bọ cánh cứng trong họ Cerambycidae.